# 若松紀志子
若松 紀志子（わかまつ きしこ、1915年 - 2012年4月23日）は、日本のピアニスト。2010年現在95歳を迎えた時点でも、ピアノ指導に従事。教え子の数は1000人を超える。指揮者小林研一郎を見出した。アザミ会・アートスペースエリコーナ主宰。夫は画家の若松光一郎。

## 年譜
- 1915年 京都市に生まれる（旧姓 樹下・じゅげ）
- 1923年	 奥村静、須川道太郎に師事
- 1928年	 女子師範附属小学校卒業
- 1931年 東京音楽学校（現東京芸術大学）ピアノ科主任教授高折宮次に師事
- 1933年 東京府立第六高等女学校卒業、東京音楽学校本科ピアノ科入学、高折宮次、パウル・ワインガルテン教授に師事
- 1935年 学内演奏会に出演
- 1937年 東京音楽学校卒業、新人演奏会出演、東京音楽学校付属児童学園講師、東京府立第六高等女学校卒業ワカバ会講師
- 1939年 若松光一郎と結婚（池袋モンパルナス・アトリエ村に住む）
- 1942年 長女民子出生
- 1945年 福島県石城郡湯本町(現いわき市常磐湯本町・光一郎の実家）に疎開
- 1946年 ピアノ研究教室アザミ会を創設、長男光太郎出生 鎌田正蔵の紹介で小名浜町立小名浜高等女学校 (現福島県立小名浜高等学校)音楽講師就任1年その後福島県立湯本高等学校音楽講師へも就任
- 1947年 第1回アザミ会発表会を湯本一小にて開く
- 1949年 次女素直出生
- 1952年 磐城高校音楽講師就任
- 1956年	 第10回発表会を宮沢明子(高校一年生)の賛助を得て湯本公民館で開く
- 1957年 第1回全東北ピアノコンクール(仙台)に永野美佐子、最年少で優勝、文部大臣賞受賞・審査員の野村光一（音楽評論家)が驚嘆し、いわき市までレッスンを見学に来た、宮沢明子・弘中孝を招いて第11回発表会を湯本公民館で開く
- 1959年 第3回全東北コンクールに岡野圭子奨励賞受賞 第13回発表会を磐女(現福島県立磐城桜が丘高等学校)にて開催
- 1961年 いわき市平旧城跡の城山の家(篠原一男設計)に移転（2011年2月号住宅建築掲載）[1]
- 1962年 郡山女子大学短期大学部音楽科教授に就任 平高専(現福島工業高等専門学校)の講師就任
- 1964年 磐城高校合唱部、合唱コンクール県大会男声の部第2位 、東北大会男声の部第2位入賞、これを機に磐城高校講師を1965年辞任
- 1965年 第19回アザミ会発表会を若松・石河両教室、ヴァイオリンの部合同で内郷公民館に於て開催 この合同発表会は第22回まで続く
- 1968年 アザミ回20周年記念演奏会を平市民会館で開く
- 1970年 安川加寿子を招いて平信用金庫（現ひまわり信用金庫）ホールで公開レッスンを開催、受講者会場に溢れ成果をあげる。第2回市民文化祭参加選抜演奏会に小林祐子、若松すなお賛助出演
- 1971年 全日本学生音楽コンクール東日本大会において入選（鈴木かおり、吉田ひろみ、森友深雪、吉田宏子の4名）
- 1972年	 学制発布100周年記念第4回いわき市民文化祭参加音楽祭のピアノ部門開催 荒井ちなみ・上田京子を特別演奏 に招く
- 1973年 第5回いわき市文化祭参加アザミ会選抜演奏会に宮沢せつ賛助出演
- 1974年	 小林研一郎、日本フィルハーモニー交響楽団を率いていわき市平市民会館で演奏会・第6回いわき市文化祭参加アザミ会選抜演奏会に小林修、関孝弘を招く
- 1975年	 いわき市文化センター落成記念に永野美佐子出演 第29回アザミ会発表会を新装の文化センターで開催  永野美佐子帰国演奏会をアザミ会主催で平市民会館において開催
- 1976年	 アザミ会30周年記念演奏会を平市民会館にて開く
- 1981年	 欧州旅行-ロダン美術館佐藤忠良個展ツアー-岩谷徹(フランス パリ)訪問
- 1983年	6月 『響と彩り』 若松紀志子 著（随筆集いわき民報に掲載)草野心平と佐藤忠良が寄せ書き
- 1986年	 第3回日本ピアノ教育連盟オーデション東北地区予選で吉田亜紀入選全国大会出場入賞者演奏会に出演
- 1987年	 第4回 同連盟 地区予選に門井瞳 得田舞里絵 鵜沼智子 入選 全国大会出場
- 1988年	 第5回 同連盟 地区予選に吉田亜紀 門井瞳 得田舞里絵  吉田亜紀 入選 全国大会出場
- 1988年 同連盟東北支部副支部長、全国評議員中央運営委員に就任
- 1989年	 同連盟全国大会に出場 門井瞳 石黒智子 斎藤奈津子出場 郡山女子大学短期大学部退職
- 1990年	 同連盟全国大会に門井瞳 草野 真紀子出場（入賞者演奏会出演）
- 1991年	 同連盟全国大会に吉田亜紀 門井瞳出場
- 1992年9月 村岡由美子デビューリサイタル を開く
- 1993年	 日本ピアノ教育連盟オーディション全国大会に得田舞里絵出場
- 1994年 同連盟 全国大会に門井瞳出場
- 1995年 11月7日午前6時 夫・光一郎死去・享年81
- 1996年 9月1日アザミ会50周年記念コンサート開催
- 2000年 福島県文化功労賞芸術部門受賞
- 2003年 アートスペースエリコーナ オープン
- 2005年 若松紀志子卒寿（90歳）記念コンサート 9月・『ELICONA 若松紀志子からのメッセージ』 日々の新聞社 編
- 2010年 若松紀志子95歳 記念コンサート・（一部地元福島中央テレビにてテレビ放映）
- 2012年 4月23日午前零時35分死去・享年96[2][3]。
- 2012年 7月14日 若松紀志子先生 お別れの会
- 2012年 9月8日9日 若松紀志子先生 お別れコンサート

## 関連施設
- 施設名称：アートスペースエリコーナ(若松光一郎・若松紀志子館)
- 住所：〒970-8026・福島県いわき市平大町10-3[4]
- 営業時間：AM10:30～PM6:00 月曜休館 (ギャラリーオープン時間・コンサート等での利用は、PM9:30まで)
- 施設概要：若松光一郎作品の収蔵ギャラリー･主宰若松紀志子
- 設計趣旨：絵と音楽が響き合う､芸術を愛する人たちの空間・設計者は田渕論
- モニュメント：作成者は若松家の墓碑のデザインも手がけた小田襄作・夢ーK2
- オープン：2003年4月12日[5]
- 施設名称の由来：「エリコーナ」とはギリシャ神話の音楽の神ミューズ（ムーサ）が住まう山の名前で、いわき市に疎開したときに開いていたレコード鑑賞会の名称である。
- ホールの規模：広さ約90平方メートル、100人を収容できる音楽ホールでは、世界的な音楽家の演奏会も行われ
- ギャラリーの説明：併設のギャラリーでは若松が残した油絵やコラージュ画をはじめ、全国の作家の展覧会も開いている。
- 管理者：中川素直(若松光一郎・紀志子、二女・ピアノ指導者。桐朋学園大学卒・アートスペースエリコーナを夫・中川英明と企画運営）[6][7][8]

## 親族
- 若松光一郎（夫。日本の画家）
- 中川素直（二女。ピアノ指導者。桐朋学園大学卒。アートスペースエリコーナを夫・中川英明と企画運営）
- 吉田晴弥（孫。宇宙陶芸士）東京藝大工芸科・大学院陶芸科卒[9]

## 代表的子弟・関係者
- 石河清 作曲家・指揮者・教師 一般・学校合唱団指導者 福島県合唱連盟理事長・(社)全日本合唱連盟東北支部長歴任
- 小林研一郎 国際的指揮者。東京芸術大学受験前、若松にピアノ科の受験はしないようにアドバイスを受けた。
- 永野美佐子 ピアノ指導者、愛知大教授 [10]
- 山名敏之 和歌山大学教育学部教授、クラヴィーア奏者
- 岡崎光治 作曲家・指揮者、日本作曲家協議会会員、日本電子音楽協会理事、仙台電子音楽協会代表、仙台作曲家集団所属、宮城県芸術協会参事、NHK仙台放送合唱団音楽監督
- 赤松林太郎 中学より演奏会を開いているピアニスト[11]
- 面川倫一 作曲家：ピアノ六重奏曲 〜若松紀志子先生に捧ぐ〜 ＜2013年11月17日 アリオス＞[12]